# Episodi de Le avventure di Sarah Jane (prima stagione)
La prima stagione della serie televisiva britannica Le avventure di Sarah Jane è andata in onda nel 2007 su CBBC, dal 24 settembre al 19 novembre, preceduta da uno speciale festivo di 60 minuti il 1º gennaio 2007 che, pur non essendo propriamente un episodio pilota (la serie era già stata ordinata), ne assolve le funzioni.
È l'unica stagione trasmessa finora in Italia, dal 3 al 12 settembre 2008 su RaiSat Smash e dal 14 al 26 maggio 2010 su Rai Gulp, con l'eccezione dello speciale introduttivo, che non è mai andato in onda.
| nº | Titolo originale                         | Titolo italiano                           | Prima TV UK       | Prima TV Italia   |
| -- | ---------------------------------------- | ----------------------------------------- | ----------------- | ----------------- |
| 0  | Invasion of the Bane                     | L'archetipo                               | 1º gennaio 2007   |                   |
| 1  | Revenge of the Slitheen, Part 1          | La vendetta degli Slitheen, prima parte   | 24 settembre 2007 | 3 settembre 2008  |
| 2  | Revenge of the Slitheen, Part 2          | La vendetta degli Slitheen, seconda parte | 24 settembre 2007 | 4 settembre 2008  |
| 3  | Eye of the Gorgon, Part 1                | Lo sguardo che uccide, prima parte        | 1º ottobre 2007   | 5 settembre 2008  |
| 4  | Eye of the Gorgon, Part 2                | Lo sguardo che uccide, seconda parte      | 8 ottobre 2007    | 6 settembre 2008  |
| 5  | Warriors of Kudlak, Part 1               | I guerrieri di Kudlak, prima parte        | 15 ottobre 2007   | 7 settembre 2008  |
| 6  | Warriors of Kudlak, Part 2               | I guerrieri di Kudlak, seconda parte      | 22 ottobre 2007   | 8 settembre 2008  |
| 7  | Whatever Happened to Sarah Jane?, Part 1 | La scomparsa di Sarah Jane, prima parte   | 29 ottobre 2007   | 9 settembre 2008  |
| 8  | Whatever Happened to Sarah Jane?, Part 2 | La scomparsa di Sarah Jane, seconda parte | 5 novembre 2007   | 10 settembre 2008 |
| 9  | The Lost Boy, Part 1                     | Il ragazzo scomparso, prima parte         | 12 novembre 2007  | 11 settembre 2008 |
| 10 | The Lost Boy, Part 2                     | Il ragazzo scomparso, seconda parte       | 19 novembre 2007  | 12 settembre 2008 |

## L'archetipo
- Titolo originale: Invasion of the Bane
- Diretto da: Colin Teague
- Scritto da: Russel T Davies & Gareth Roberts

### Trama
Maria Jackson e suo padre, fresco di divorzio, si trasferiscono nella casa di fronte a quella della giornalista Sarah Jane Smith. La notte seguente Maria viene svegliata da una luce proveniente dalla casa di Sarah Jane: la ragazza si affaccia alla finestra e vede la sua vicina che parla con un'aliena. La mattina successiva Maria conosce la sua vicina Kelsie Hooper, che la invita a visitare la fabbrica di Bubble Shock, una bevanda molto popolare. Al loro ingresso le ragazze passano sotto uno scanner, che analizza il loro DNA e lo trasferisce all'Archetipo. Sarah Jane si reca alla fabbrica per intervistare la direttrice, Mrs Wormhood in merito alla rapidità con cui la sua ditta ha ricevuto l'approvazione per commercializzare la bibita e in particolare sull'ingrediente segreto della bibita (che si è dimostrato resistente alle sue analisi). Allarmata, Mrs. Wormhood tenta di uccidere la giornalista. Nel frattempo Kelse si allontana dal tour guidato della fabbrica e prova a fare una telefonata, attivando l'allarme e disturbando la Madre Bane, una bestia che si trova sul soffitto dell'edificio. Poco dopo Maria prova a telefonare a Kelsey, ma la sua telefonata riattiva l'allarme e causa la fuga dell'Archetipo. Nella fuga, Maria e l'Archetipo si incontrano e cercano di fuggire insieme dalla fabbrica, prima di accorgersi dell'assenza di Kelsey. Al loro ritorno a Bannerman Road, incontrano Sarah Jane, la quale consiglia a Maria di stare lontano dalla sua vita, perché è troppo pericolosa. Nel frattempo Kelsey viene avvicinata da una guardia della fabbrica, che la cattura e la porta da Mrs Wormhood (che si rivela alla ragazza nella sua vera forma, facendola svenire). Mrs. Wormhood scopre che Kelsey vive nella stessa strada di Sarah Jane, e dopo averle cancellato i ricordi recenti la fa accompagnare a casa da un suo dipendente, Davey. Quando Maria vede Davey, entra in casa di Sarah Jane per metterla in guardia, ma Davey (che ha assunto le sue sembianze originali di Bane) riesce ad entrare. Sarah Jane scaccia il Bane; quando Maria raggiunge il suo attico, Sarah Jane le rivela la verità sul suo conto: anni prima, lei ha viaggiato in compagnia del Dottore attraverso lo spazio e il tempo. Poi le avventure erano terminate, ma poi i due si erano rincontrati, e allora Sarah Jane aveva iniziato a difendere il mondo da sola. Dopo aver analizzato l'ingrediente segreto della Bubble Shock, Sarah Jane attiva Mr. Smith - il suo computer - e contatta Mrs. Wormhood intimandole di abbandonare la Terra. Mrs. Wormhood rifiuta e dà inizio al suo piano, prendendo il controllo di quasi tutti gli esseri umani (ovvero di coloro i quali avevano bevuto la Bubble Shock). Sarah Jane raggiunge la fabbrica, dove Mrs. Wormhood finalmente rivela la Madre Bane e spiega che l'Archetipo è un conglomerato di DNA umano creato artificialmente per scoprire i gusti degli umani e migliorare la Bubble Shock.